# Подхом
Подхом (словен. Podhom) је насељено место у општини Горје, Горењска регија, Словенија.

## Историја
До територијалне реорганизације у Словенији био је у саставу старе општине Радовљица.

## Становништво
У попису становништва из 2011. године, Подхом је имао 329 становника.
| Број становника према пописима | Број становника према пописима | Број становника према пописима |
| ------------------------------ | ------------------------------ | ------------------------------ |
| 1991                           | 2002                           | 2011                           |
| 299                            | 320                            | 329                            |

Напомена: Године 1952. повећана за насеља Винтгар и Сподњи Грабен која су укинута.

## Галерија
- железничка станица
- ватрогасна станица